# Киранли
Кранли или Киранли (гръцки: Μικρολιβάδι, Микроливади, на катаревуса: Μικρολιβάδιον, Микроливадион, до 1927 година Κηραγλή/Κιραγλή, Кирагли) е село в Република Гърция, разположено на територията на дем Бук (Паранести), област Източна Македония и Тракия.

## География
Киранли е разположено на 2 km южно от Козлукьой (Платания).

## История
В края на XIX век Киранли е турско село в Драмска кааза на Османската империя. След Междусъюзническата война остава в Гърция..
След Първата световна война населението на Киранли е изселено в Турция, а в селото са настанени гръцки бежанци. През 1927 година името на селото е сменено на Микроливадион. Към 1928 година селото е изцяло бежанско с 14 семейства и общо 49 души.
Населението гледа тютюн, жито и се занимава със скотовъдство..
| Година    | 1913 | 1920 | 1928 | 1940 | 1951 | 1961 | 1971 | 1981 | 1991 | 2001 | 2011 | 2021 |
| --------- | ---- | ---- | ---- | ---- | ---- | ---- | ---- | ---- | ---- | ---- | ---- | ---- |
| Население | 85   | 61   | 73   | 147  | 132  | 147  | 39   | 25   | 30   | 28   | 13   | 6    |